# Anapai járás

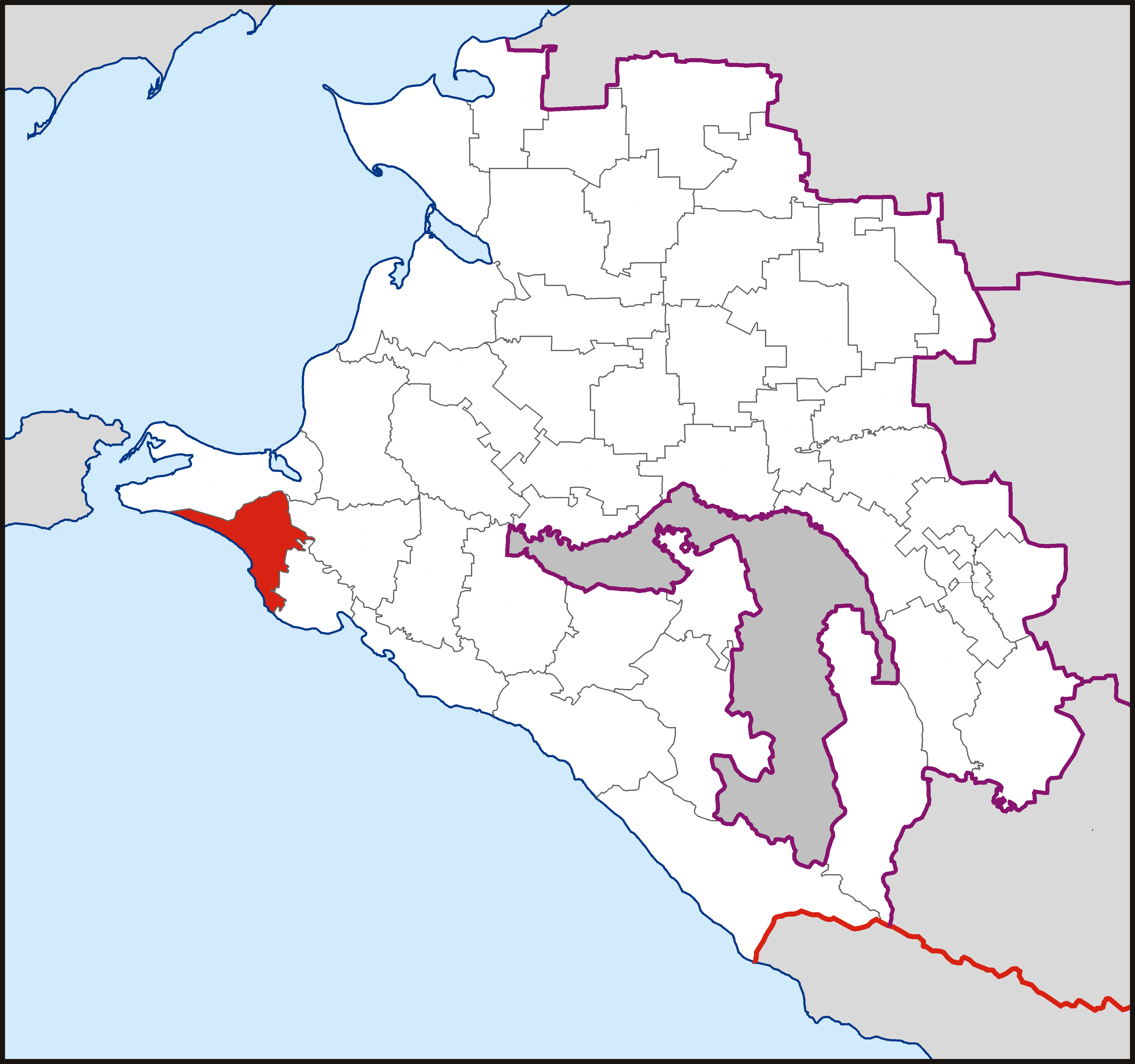
Az Anapai járás a Krasznodari határterületen

Az Anapai járás (oroszul Анапский район) Oroszország egyik járása a Krasznodari határterületen. Székhelye Anapa.

## Népesség
- 1989-ben 57 281 lakosa volt.
- 2002-ben 69 134 lakosa volt, melyből 53 647 orosz (77,6%), 8 201 örmény (11,9%), 2 158 ukrán, 1 078 tatár, 686 német, 594 fehérorosz, 454 görög, 130 cigány, 123 török, 78 grúz, 69 azeri, 25 adige.
- 2010-ben 76 904 lakosa volt.

Az örmények százalékos aránya Szupszeh településen haladja meg jelentősen a járási összességben kimutatható arányszámukat.